# Perach
Perach település Németországban, azon belül Bajorországban. Lakosainak száma 1332 fő (2023. december 31.).

## Népesség
A település népessége az elmúlt években az alábbi módon változott:
| Lakosok száma | 689  | 1111 | 1061 | 1085 | 1221 | 1255 | 1240 | 1253 | 1309 | 1332 |
|               | 1875 | 1950 | 1975 | 1987 | 2012 | 2014 | 2016 | 2017 | 2021 | 2023 |